# Namiquipa
Namiquipa es un Pueblo del estado mexicano de Chihuahua, localizado geográficamente en el centro del mismo, es la cabecera del Municipio de Namiquipa y su nombre significa valle bonito.
Se localiza a una latitud de 29°15’01, longitud 107°24'33, en una altitud de 1,888 m s. n. m.
Población en 2005 según dato del INEGI es de 1.718 habitantes.